# Estación de Alcázar Genil
Alcázar Genil es una estación de la línea 1 del Metro de Granada, situada en el distrito Ronda de la ciudad de Granada. Se encuentra ubicada junto al palacio fortificado Alcázar Genil, al que debe su nombre. Se trata de la estación más amplia de toda la red de metro y la única con un diseño propio y características museológicas. Su arquitectura integra en su propia estructura los restos arqueológicos (hallados durante las obras de construcción del metropolitano) de una naumaquia almohade del siglo XIII clasificada como Bien de Interés Cultural.

## Situación
La estación de Alcázar Genil se localiza en el extremo sur del Camino de Ronda, en el límite entre los distritos Ronda y Zaidín. Su ubicación, en el margen izquierda del río Genil se encuentra integrada en los exteriores del palacio Alcázar Genil, lugar de residencia del gobernador almohade Sayyid Ishad ben Yusuf en 1218.
Su objetivo fundamental, es dar servicio a la barriada de Fígares, así como al área este del barrio de Realejo-San Matías. Se encuentra enmarcada entre varios lugares de alto interés turístico, lo cual lo convierte en una de las de mayor afluencia en pasajeros de este tipo.
A 500 metros de la estación se encuentra el Palacio de Congresos de Granada, el mayor edificio dedicado a eventos y exposiciones de la ciudad. A 300 metros se encuentra el Parque de las Ciencias de Granada, un amplio complejo museístico dedicado a la ciencia y a la naturaleza. Junto a él se encuentra también el Museo CajaGranada.

## Historia y construcción

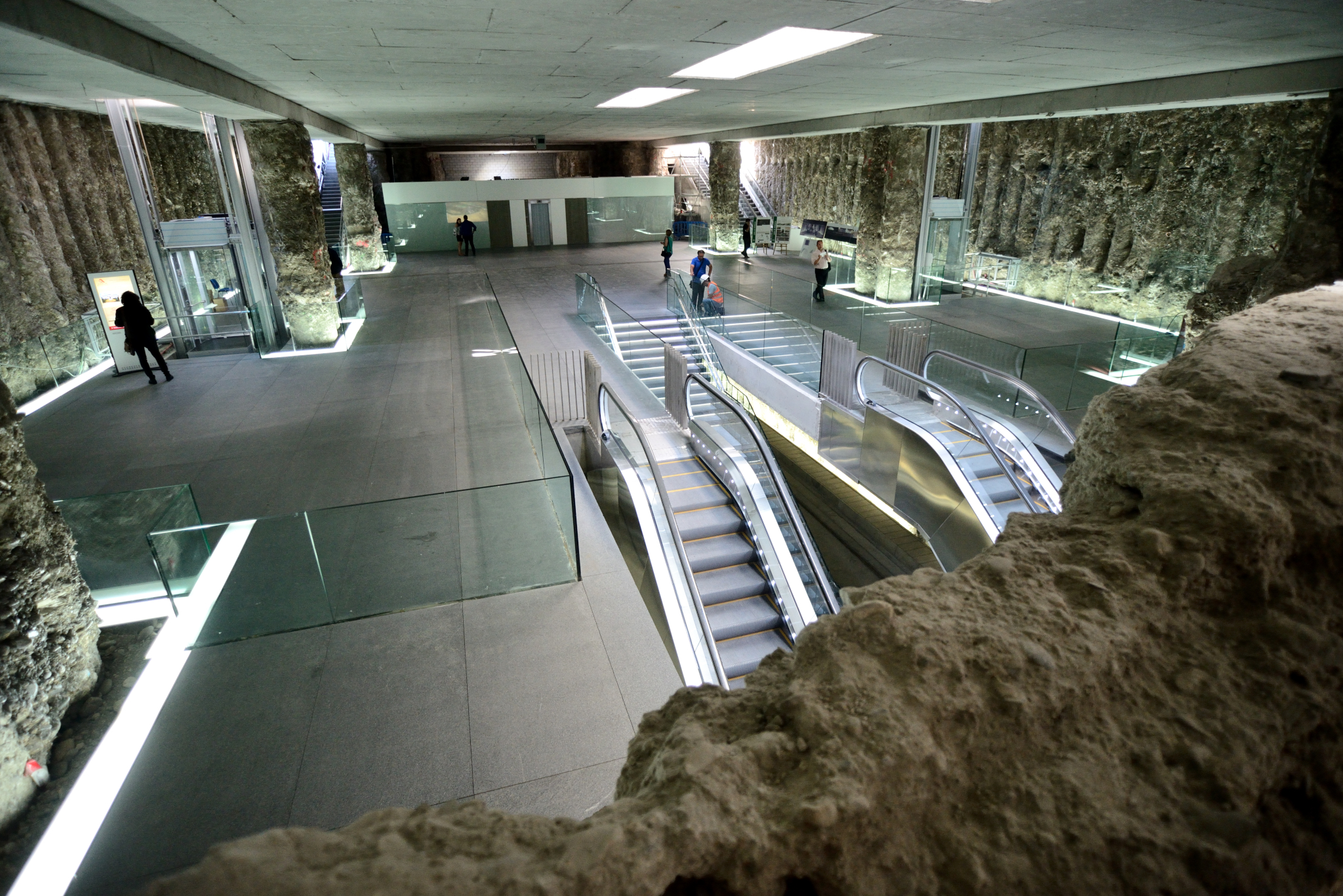
Vestíbulo de la estación desde la bóveda superior, durante la jornada de puertas abiertas realizada en 2015.

Las obras de la estación se enmarcan en las actuaciones del tramo Méndez Núñez-Genil de la línea 1 del metro, las cuales fueron adjudicadas en 2008 y comenzaron el 17 de febrero de 2009. La estación, que en inicio iba a recibir el nombre de «Río Genil» en referencia a su proximidad a dicho río, fue la primera de la red en la que se empezaron a desarrollar su excavación y desarrollo.
Sin embargo, al poco de comenzar las obras, estas se vieron obligadas a ser paralizadas al encontrarse durante las actuaciones restos arqueológicos correspondientes a una naumaquia almohade del siglo XIII. Debido a su proximidad con el palacete Alcázar Genil, los arqueólogos determinaron que dicha alberca en su época formaba parte del recinto palaciego. La paralización de las obras conllevó importantes retrasos en su ejecución, así como un importante incremento del presupuesto inicial.
Estos hallazgos obligaban a desechar el proyecto de la estación que inicialmente se había planteado y a desarrollarla de nuevo de forma que se respetaran los restos arqueológicos. En abril de 2011 la Junta afirmaba que se encontraba en trámites con la Consejería de Cultura para elaborar un nuevo proyecto de estación que integrara dichos restos, para lo que se preveía un incremento presupuestario de entre dos y tres millones de euros sobre el plan original.
El 13 de marzo de 2012 se presentó oficialmente el proyecto definitivo de la estación de Alcázar Genil, encargado al arquitecto granadino y profesor de la Universidad de Granada Antonio Jiménez Torrecillas. El proyecto, que se tasó en 2,4 millones de euros, convertía la estación en un espacio de arquitectura singular en la que, mediante la construcción de una bóveda, se permitiría la localización de los restos y su visualización por parte de los usuarios del Metro. El autor destacó en la presentación el sentido estético de la solución encontrada, que trataba de combinar elementos propios de la ingeniería moderna como el acero y el cristal, con elementos clásicos como la piedra. El proyecto destacaba por su intención de crear un espacio de alto nivel estético, patrimonial y turístico para la ciudad, más allá de la utilidad funcional de la estación. También se anunció que la estación finalmente sería denominada «Alcázar Genil» para resaltar en su denominación la importancia de los restos encontrados.
A finales de marzo de 2015 la estación se encontraba, a excepción de pequeñas actuaciones como la integración del mobiliario urbano y la señalética, completamente finalizada. Con motivo de este hecho, el 25 de dicho mes el gobierno autonómico convocó una jornada de puertas abiertas a todos los ciudadanos para que pudiesen visitar la estación y contemplar los trabajos de musealización llevados a cabo. Durante dichas jornadas también se desarrollaron algunos eventos culturales, como una exposición fotográfica sobre transporte público en Granada.
La inauguración definitiva de la estación, ya con todos los servicios útiles habilitados se produjo junto a la puesta en marcha del Metro de Granada, el 21 de septiembre de 2017. A la inauguración acudieron responsabilidades públicas del gobierno autonómico y del ayuntamiento. Se realizó un acto homenaje a Antonio Jiménez Torrecillas, fallecido en 2015 unos meses después de la finalización de las obras.

## Características y servicios

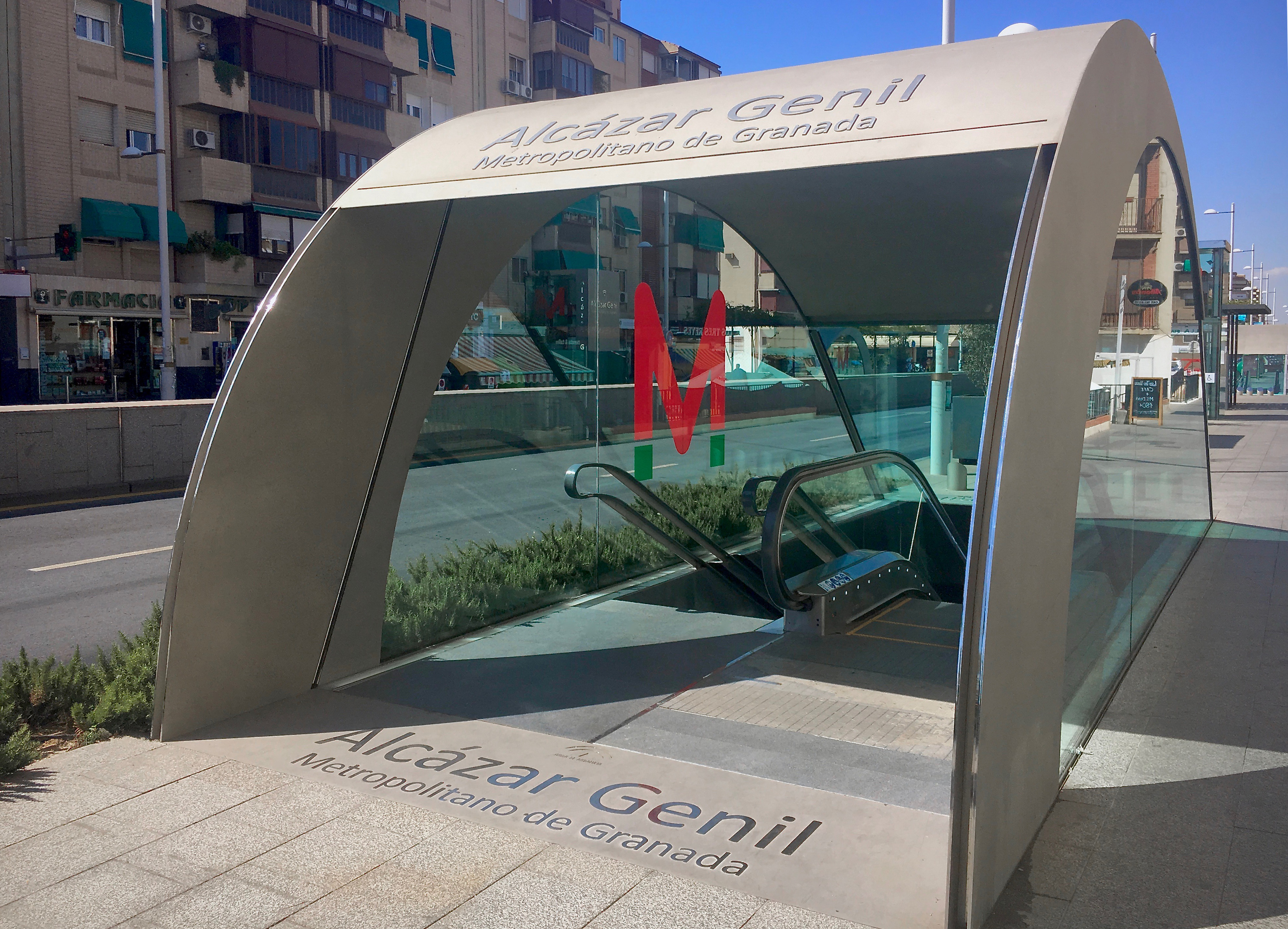
Uno de los accesos a la estación, situado en el Camino de Ronda.

La estación se compone de dos niveles: Un nivel superior en el cual se encuentra un vestíbulo con los servicios de la estación y controles de acceso y un nivel inferior en el que se sitúan las vías, con configuración de andén central. Fue construida por el método «cut and cover» por pantalla de pilotes con tres losas: contrabóveda (inferior, sobre la que se sitúan vías y andenes), intermedia (que separa vías y vestíbulo) y losa de coronación (sobre la que se sitúa el Camino de Ronda). El punto inferior de la estación se encuentra a una profundidad de 16,5 metros.
En la bóveda superior de la estación se albergan los restos del albercón del palacio Alcázar Genil, que en época almohade se utilizaba para la naumaquia. Dicha bóveda es accesible a los pasajeros, ya que cuenta con una entrada junto a uno de los accesos al vestíbulo de la estación. Los restos, calificados como Bien de Interés Cultural, cuentan con información museológica enfocada a los visitantes y rotulación informativa sobre su historia e importancia. El Albercón almohade forma parte de la Ruta turística «Granada: de la Vega a la Medina» que invita a los visitantes a realizar un viaje por la Vega de Granada, el corazón de la Medina y el barrio histórico del Albaicín.
El vestíbulo de la estación, de estilo diáfano, se encuentra repartido en dos áreas: Una principal, accesible desde las entradas a la estación próximas al palacio Alcázar Genil; y una secundaria a la que se accede desde las entradas más próximas a la calle Ribera del Violón, junto al cauce del río. En al área principal se encuentran los elementos funcionales principales: Dos máquinas automáticas para la compra de títulos de transporte, un área de atención al pasajero, pantallas informativas y el control de accesos al nivel inferior. En total la estación cuenta tres entradas convencionales y tres ascensores — dos en el extremo sur de la estación y uno en el norte.
El nivel inferior, conectado al vestíbulo en sus extremos mediante escaleras convencionales y mecánicas y un ascensor para personas con movilidad reducida, está configurado en forma de andén central, con sendas vías a ambos lados, una por sentido. Este nivel, además de megafonía, pantallas y señalética informativa, también cuenta con elementos de accesibilidad como suelo podotáctil para personas invidentes o un puesto automático de información asistida.
La construcción del túnel que conecta esta estación con la de Recogidas tuvo como resultado la creación de un espacio subterráneo intermedio a lo largo de todo el túnel, situado a la misma altura que los vestíbulos de las estaciones que conecta. Esta entreplanta, actualmente sin uso, se planificó inicialmente para que albergase un gran aparcamiento, pero finalmente el Ayuntamiento de Granada desechó este proyecto y prefirió utilizarlo para albergar un espacio cultural y una sala de exposiciones, que se encuentra actualmente en estudio.

### Arquitectura y diseño

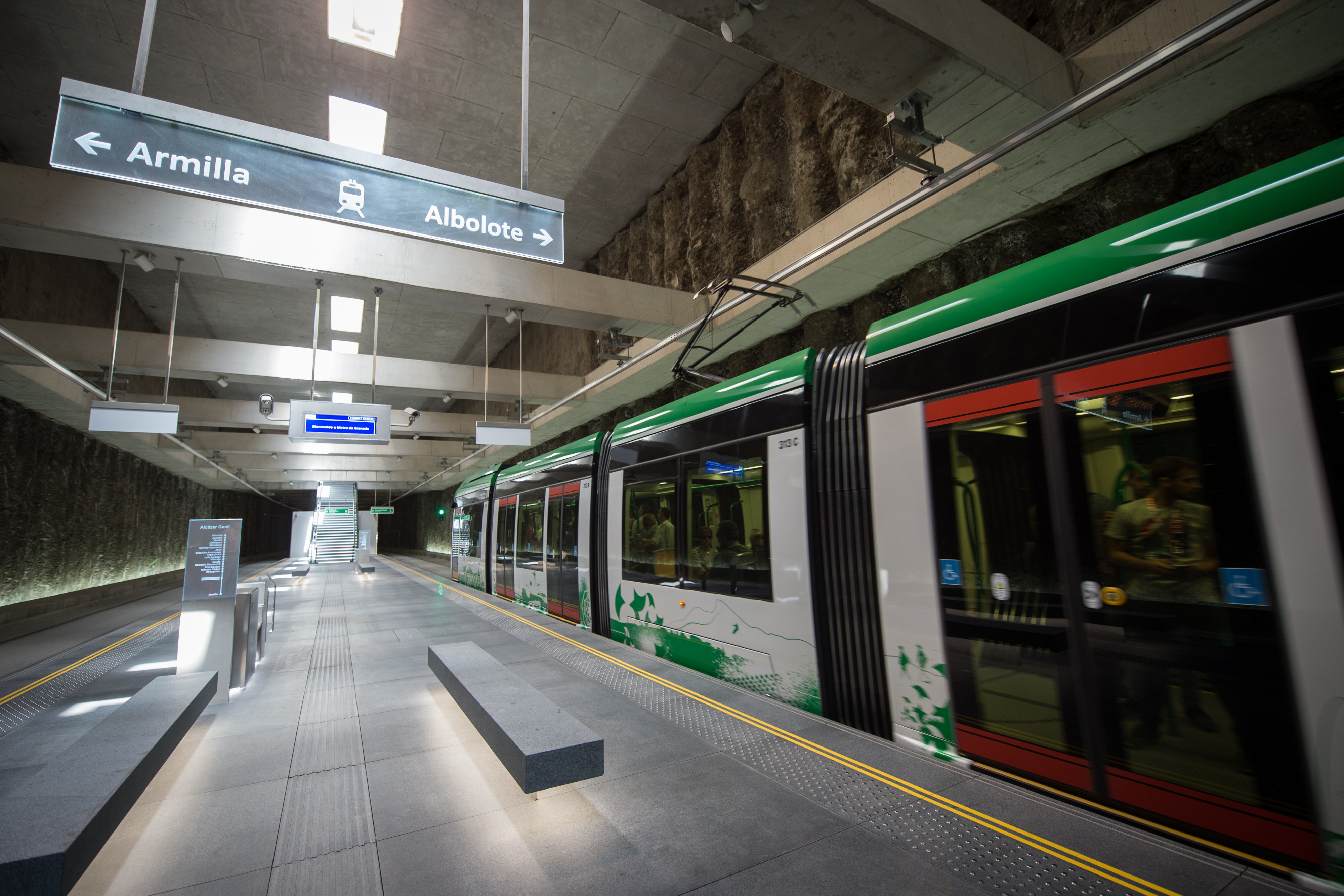
Nivel inferior de la estación al paso de uno de los trenes de la línea 1.

La arquitectura de la estación es singular y diferenciada del resto de estaciones del Metro de Granada, siendo la más significativa de todas ellas. El diseño arquitectónico, obra de Antonio Jiménez Torrecillas se basa en el contraste de elementos propios de la ingeniería moderna como el acero y el cristal con elementos propios del siglo XII. Los muros de la estación están excavados en piedra, mientras que el mobiliario y la señalética cuenta con formas suaves y redondeadas. La iluminación de estos elementos, que combina zonas alumbradas con luz natural con puntos de iluminación indirecta, tratan de crear un juego de luces que traslade una sensación visual de "ingravidez" del mobiliario.
El diseño arquitectónico de esta estación, la primera en ser ejecutada, influyó notablemente en el resto de elementos del Metro de Granada. Alcázar Genil inspiró las líneas de diseño del resto de estaciones de la red, tanto soterradas como en superficie. Todas ellas cuentan con líneas suaves, iluminación indirecta y uso preferente del cristal y el acero, tratando de mostrar una estética similar a la de esta estación.
Así mismo, la arquitectura de la estación sirvió como elemento inspirador para la creación del logotipo e identidad visual del Metro de Granada, cuyo autor fue el diseñador granadino Óscar Sánchez. Las formas redondeadas y profundas del anagrama de la "M" del Metropolitano de Granada se inspiraron en las líneas de la estación, mientras que el corte en la parte inferior de dicha letra está inspirado en la sensación de ingravidez que trata de transmitir el arquitecto con el juego de iluminación de los elementos.
El 30 de junio de 2017 la estación fue galardonada con uno de los Premios FAD del Fomento de las Artes y del Diseño por la calidad visual de su arquitectura e interiorismo y la manera en que se integran los restos arqueológicos en el espacio funcional. El 20 de julio de 2018 recibió el premio de la XVI Bienal Española de Arquitectura y Urbanismo en el panorama de obras, valorando la funcionalidad del espacio público en armonía con la creatividad.

### Sala Antonio Jiménez Torrecillas

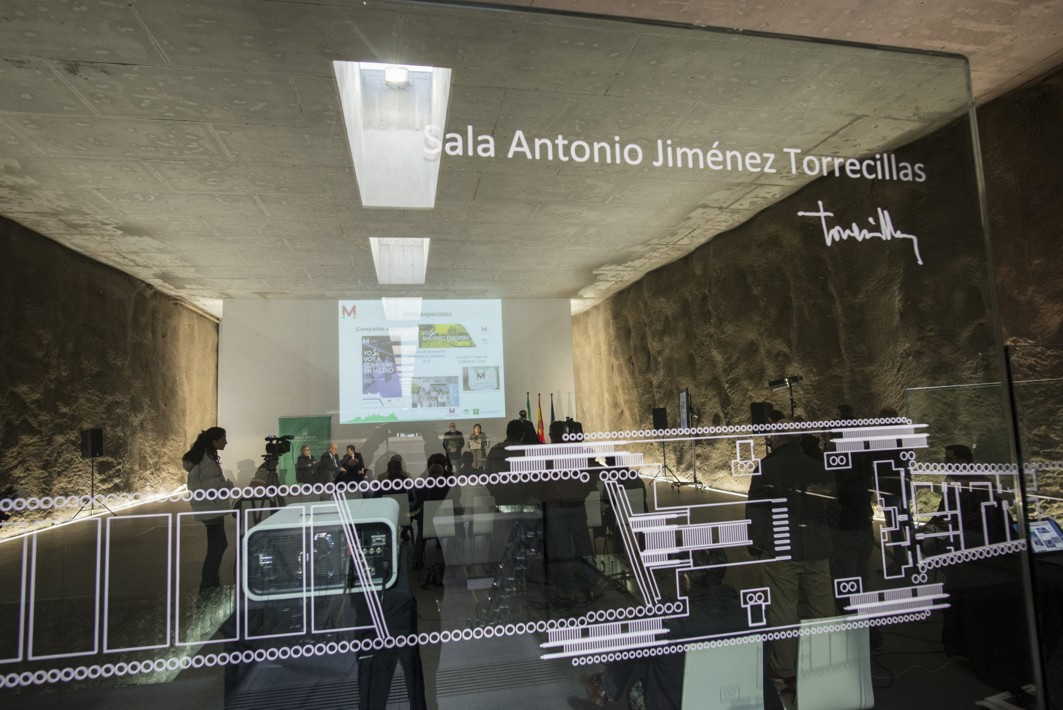
Entrada a la sala «Antonio Jiménez Torrecillas» desde el vestíbulo norte de la estación.

El vestíbulo norte de Alcázar Genil cuenta con un espacio multifuncional al que se denominó «Sala Antonio Jiménez Torrecillas» en memoria al arquitecto. Fue inaugurada el 1 de febrero de 2018 con motivo del acto de presentación del balance de los seis primeros meses de funcionamiento del metro.
Su diseño es coherente con las pautas visuales del resto de las estación: Muros en piedra desnuda retroiluminadas, la entrada de luz natural y una gran puerta principal en cristal con el plano de la estación serigrafiado en ella. En este espacio tienen cabida presentaciones, eventos, exposiciones artísticas y otros actos culturales organizados por el Metro de Granada. Cuenta con sistema de sonido y proyección sobre el muro frontal de la sala.

## Intermodalidad
La estación está situada en el extremo sur del Camino de Ronda, cuyo entorno está dotado de carril bici. Así mismo, la estación permite la entrada de bicicletas en su interior.
A 300 metros a la estación se encuentra la parada «Violón» de la Línea 4 de la red de autobuses urbanos de Granada — la principal de la red y cuya función es conectar los extremos de la ciudad con el centro histórico, complementando el trazado del metropolitano. Junto a la estación, en Camino de Ronda, paran las líneas transversales 5 y 9, y junto a la plaza de las Américas, las circulares 11 y 21.
Adicionalmente, a 300 metros del palacio Alcázar Genil, junto al Parque Sur de Bomberos, se encuentra el intercambiador sur de la red de buses interurbanos del Consorcio de Transportes de Granada. En él, tienen parada las líneas metropolitanas que conectan el distrito con los municipios de Vegas del Genil, Cúllar Vega, Armilla, Las Gabias, Villa de Otura, Alhendín, Padul, Dúrcal y Nigüelas.

## Galería

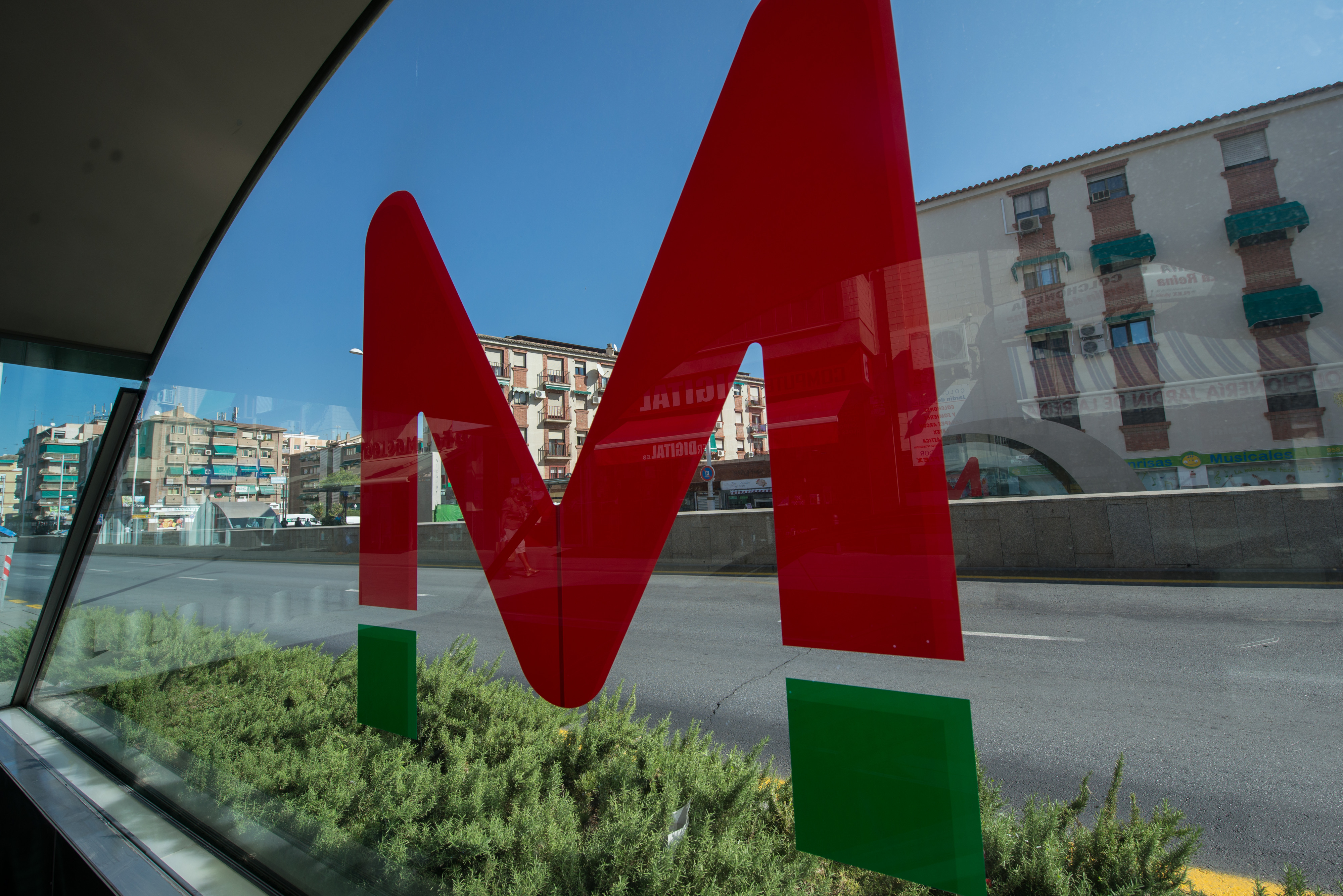
Logotipo del Metro de Granada situado en uno de los accesos.
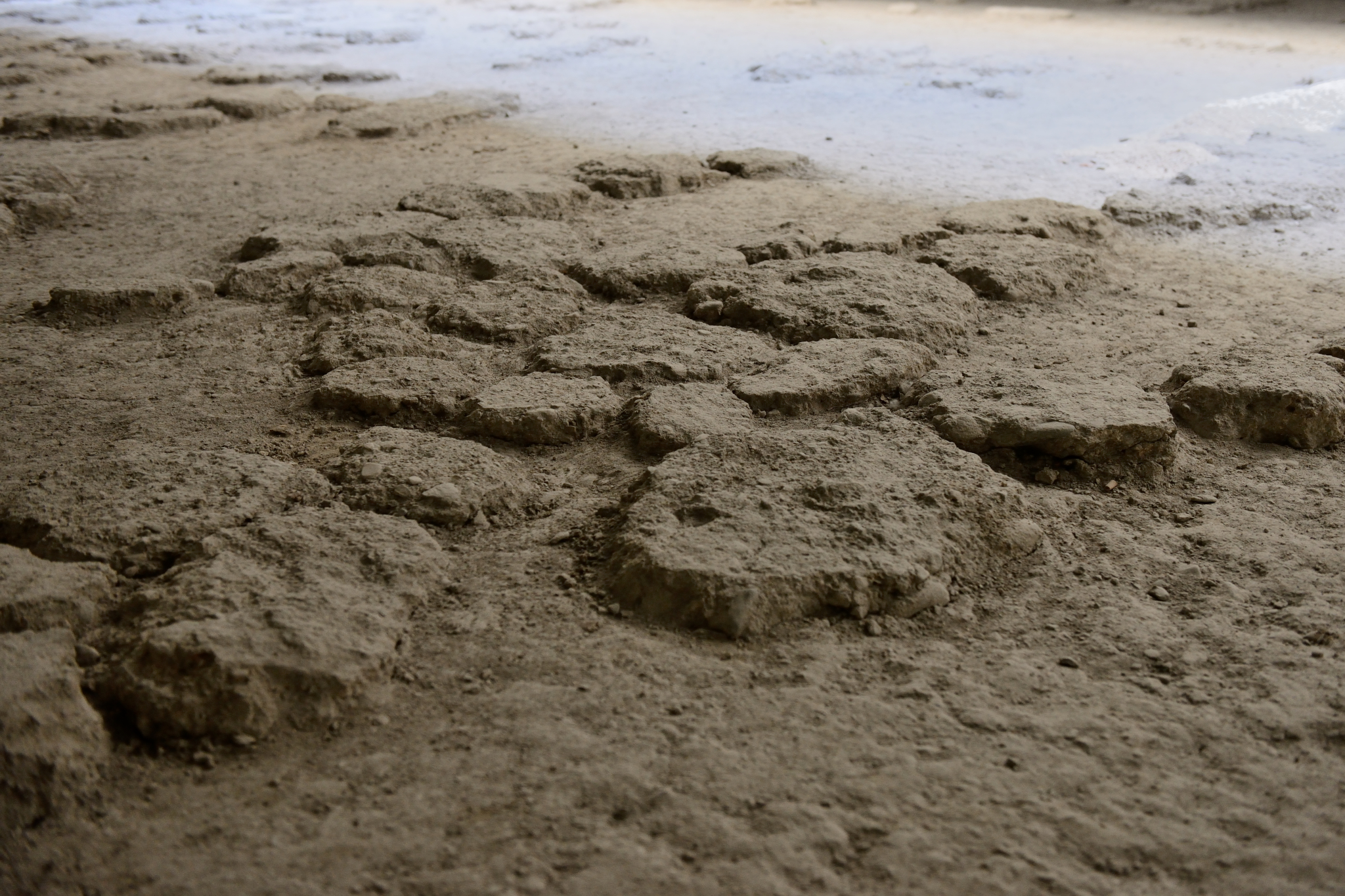
Detalle de los restos arqueológicos de la estación.
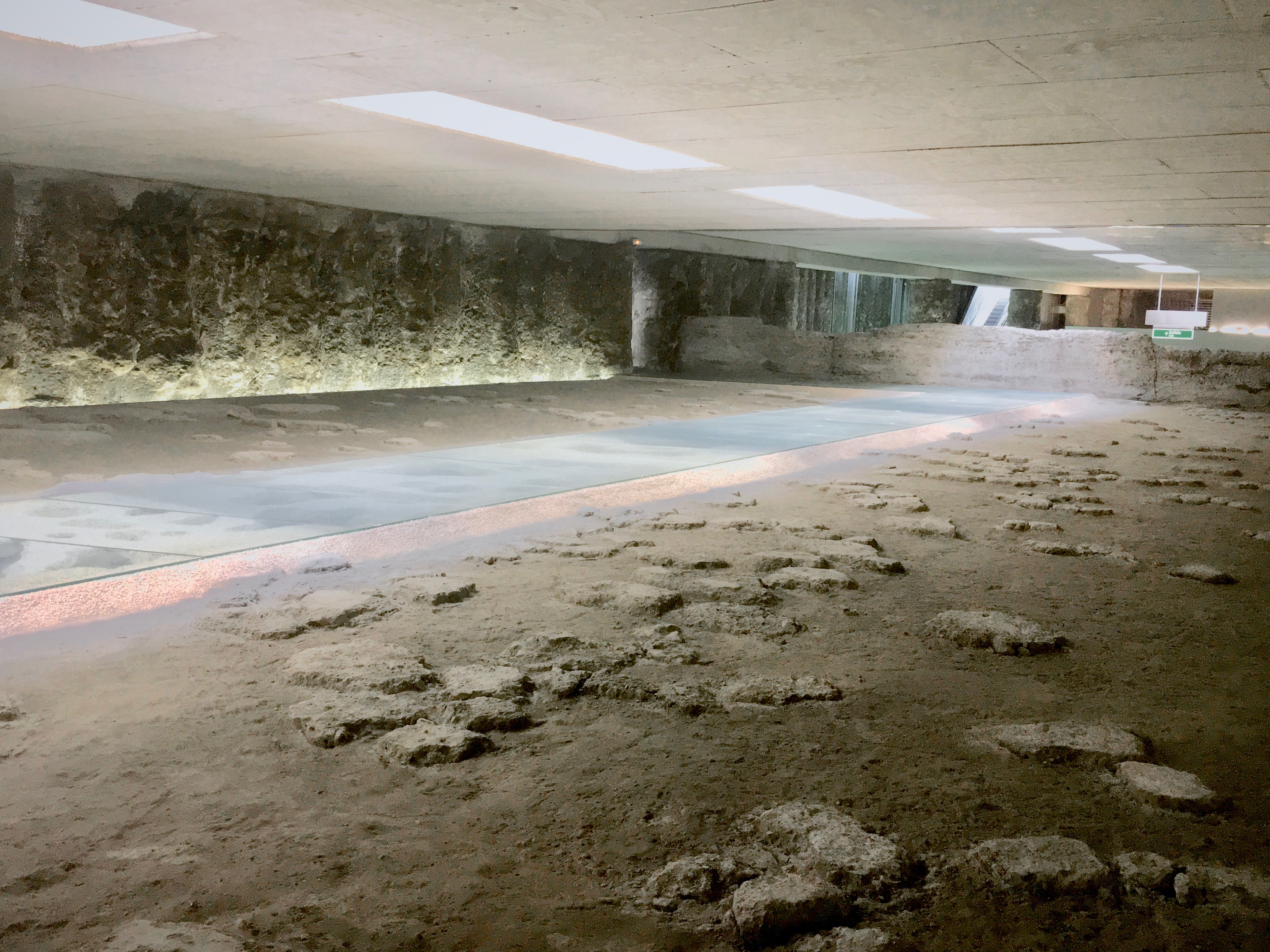
Bóveda superior de la estación, donde se encuentran los restos arqueológicos.
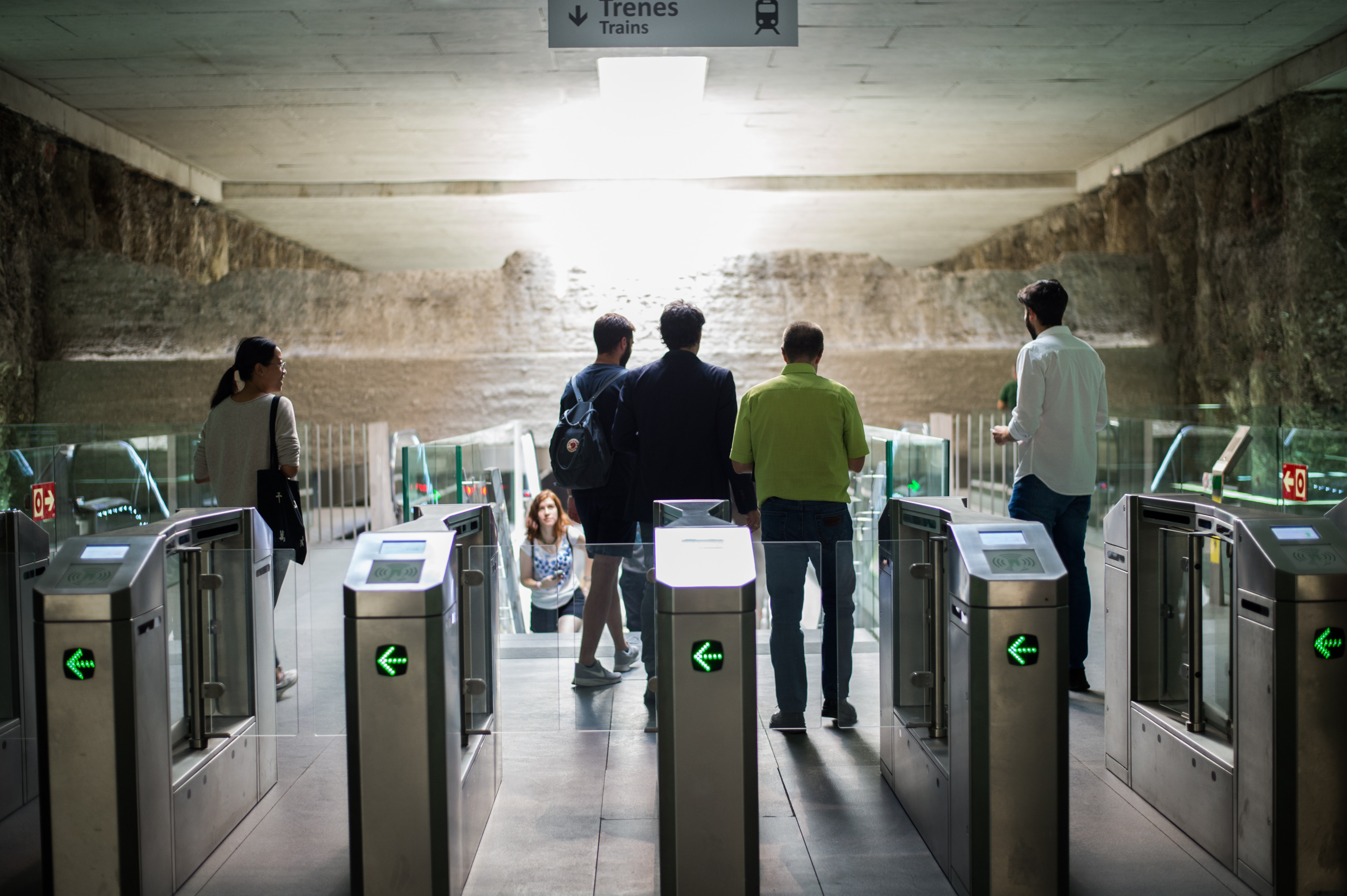
Validadoras y puertas de acceso al nivel inferior.
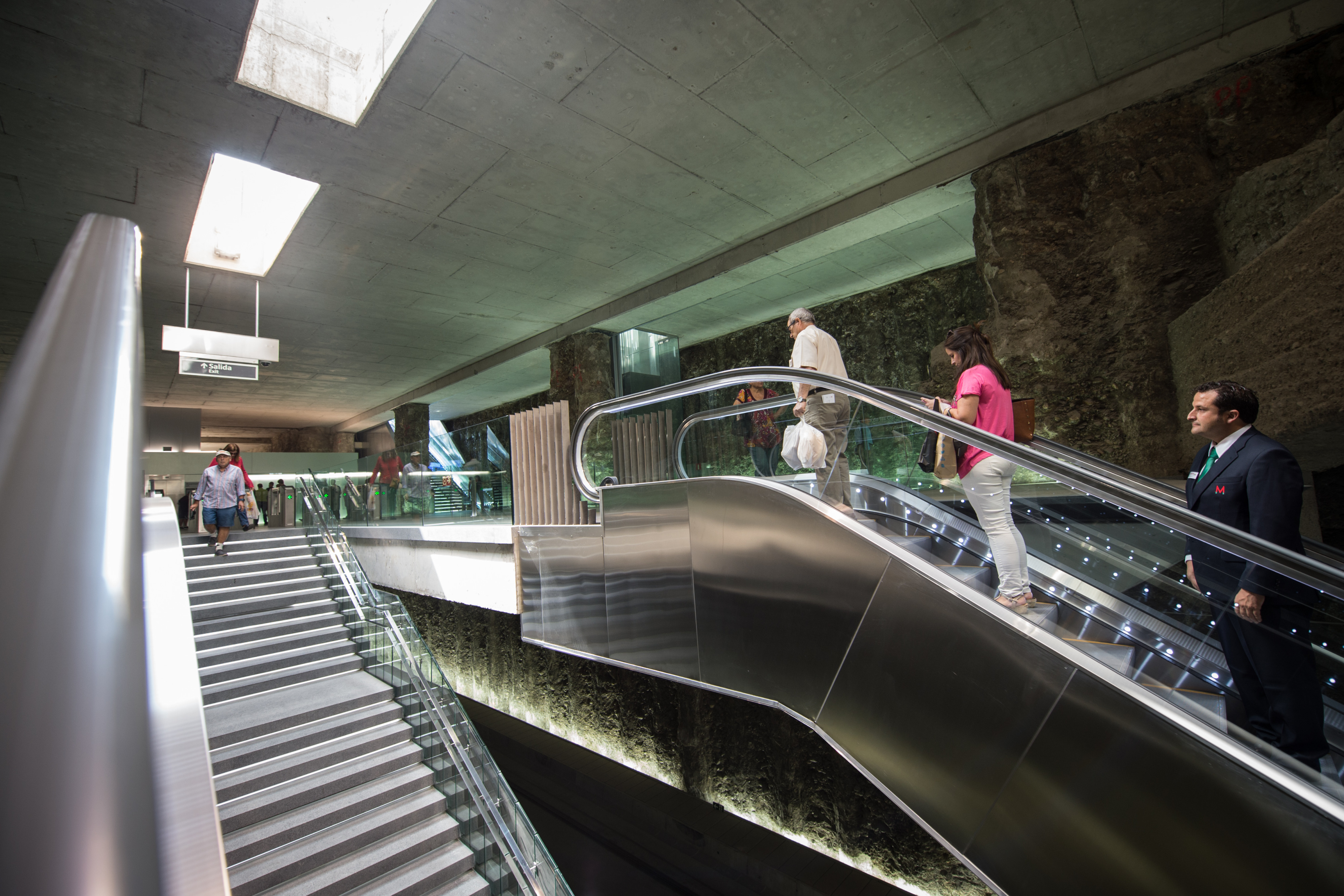
Escaleras mecánica de acceso al vestíbulo de la estación.
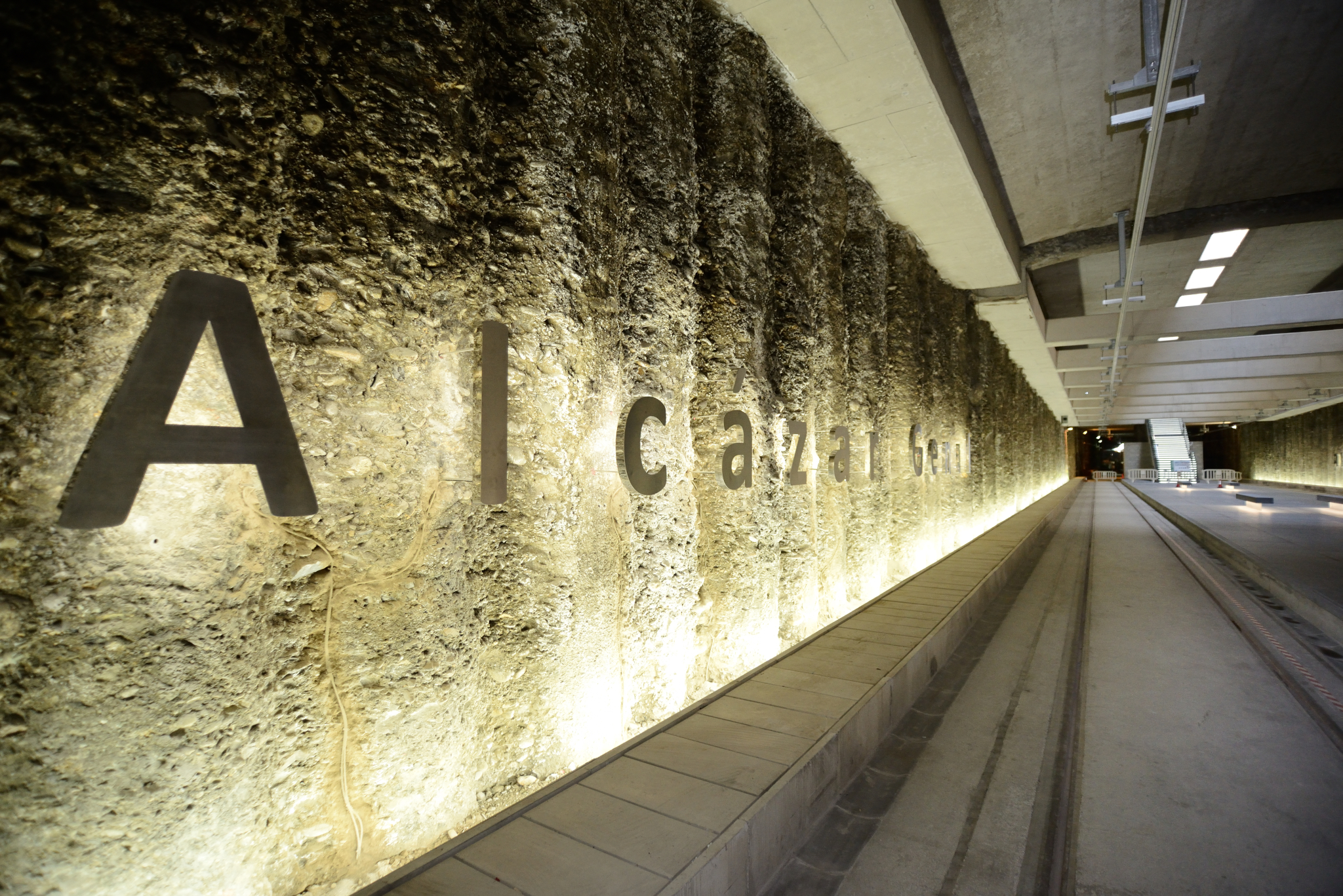
Rotulación con el nombre de la estación en uno de sus muros.
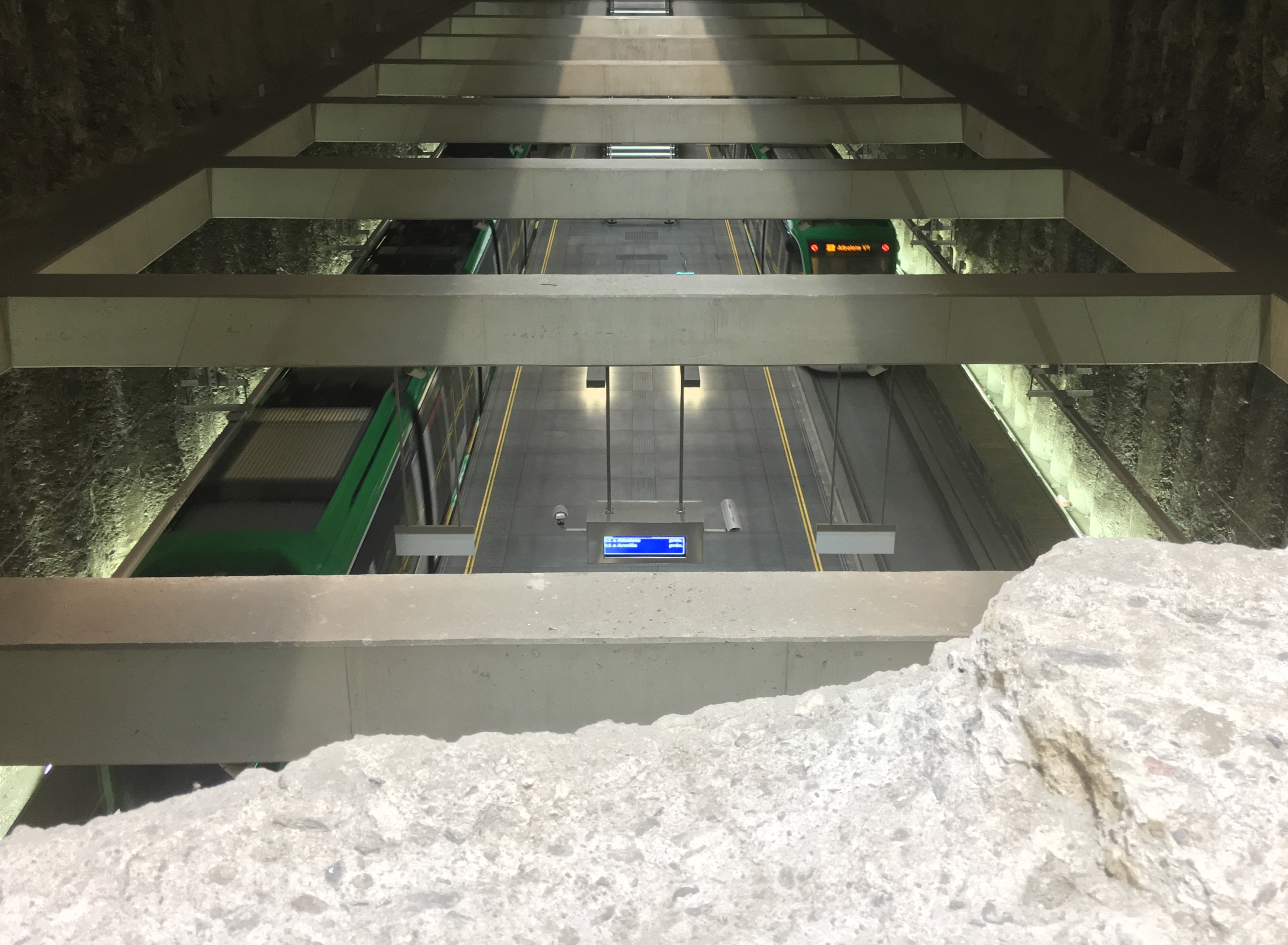
Vista cenital del nivel inferior desde la bóveda.